# Орањестад
Орањестад (хол. Oranjestad - „наранџасти град“) је главни град низоземског карипског острва Аруба, који његови становници скраћено називају Плаја. Орањестад се налази на јужној обали близу западног краја острва земље. Назив је добио према холандској краљевској породици. Налази се у заветрини на југозападној страни острва. 

## Историја
Године 1796. Холанђани су основали тврђаву Форт Заутман (Fort Zoutman) око које се убрзо почело градити насеље које је постало главни град Арубе. У почетку град није имао никакво име, био је познат само као град на заливу коња, место где су одгајани домородачки коњи и извожени у оближњи Курасао. Град је од тада одувек био главни град острва. Од 1986. Орањестад има још већи значај, јер је тада Аруба проглашена једним од три равноправна члана Краљевине Низоземске (поред европске Низоземске и Холандских Антила).

## Становништво
Са 30.000 становника (2008) је и највећи град острва. Становници говоре холандски језик и папијаменто, који је мешавина више језика, између осталих и дијалекта староседелаца острва.

## Привреда
Роба која стиже бродовима је ослобођена пореза, а на пијацама се могу наћи и плодови мора, као и предмети израђени у народној радиности. 

## Образовање
У Орањестаду се налази седиште Универзитета Арубе, који нуди студије права и економије. Острвска највећа средња школа (Колегијо Арубано), је структуирана по Низоземском образовном систему. Многи студенти уписују универзитете у Низоземској.
Ту се налази и Ксавијер Универзитет Медицине Арубе, заснован на наставном плану Уједињених нација. 

## Знаменитости
Постоји одређена низоземска колонијална архитектура. Град је интересантан за туристе због мешавине холандске и карипске архитектуре из колонијалног доба. Такође, посетиоци могу да виде многе музеје, где се издваја археолошки. Парк који се налази у централном делу града карактеришу тропске биљке, а добио је назив према низоземској краљици Вилхелмини (1890-1948). Одликују га и врло посећене плаже са белим песком.

## Галерија
- Центар града
- Нова протестантска црква
- MV Славни Меркур налази се у луци Орањестад
- Болница у Аруби